# 藤まつり

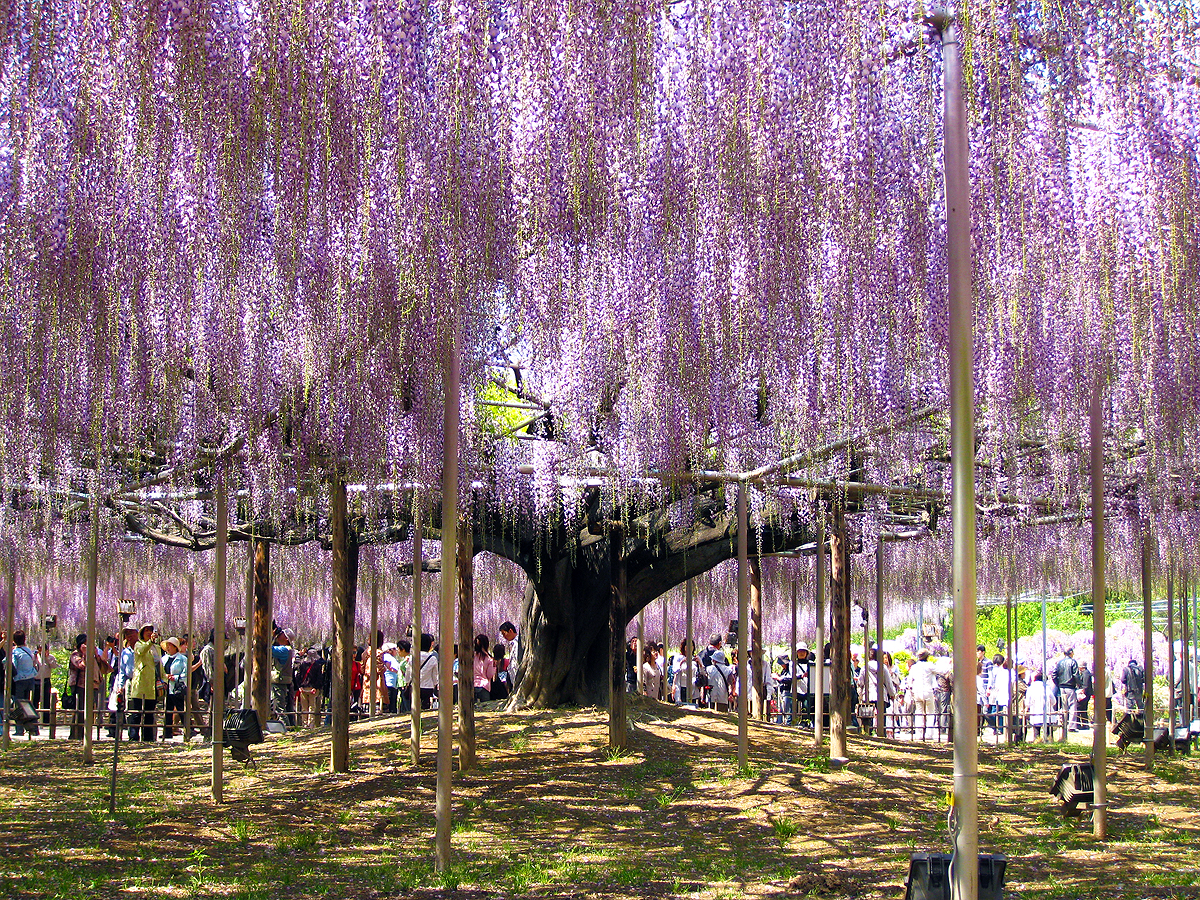
栃木県足利市・あしかがフラワーパーク

藤まつり（ふじまつり）は日本各地で行われている祭り。
主として藤の名所で行われる祭りで、時期も藤の見ごろである4月下旬 - 5月上旬に行われる。

## 東北地方
山形県鶴岡市藤島地区
山形県鶴岡市藤島の藤島体育館周辺で5月中旬に開催される。全国でも珍しい、ふじの花の盆栽を中心とした祭りで、藤をテーマに押し花、ウォークラリー、俳句大会、グッズ販売などが行なわれる。
- 山形県鶴岡市藤島エリアふじの花まつり

## 関東地方

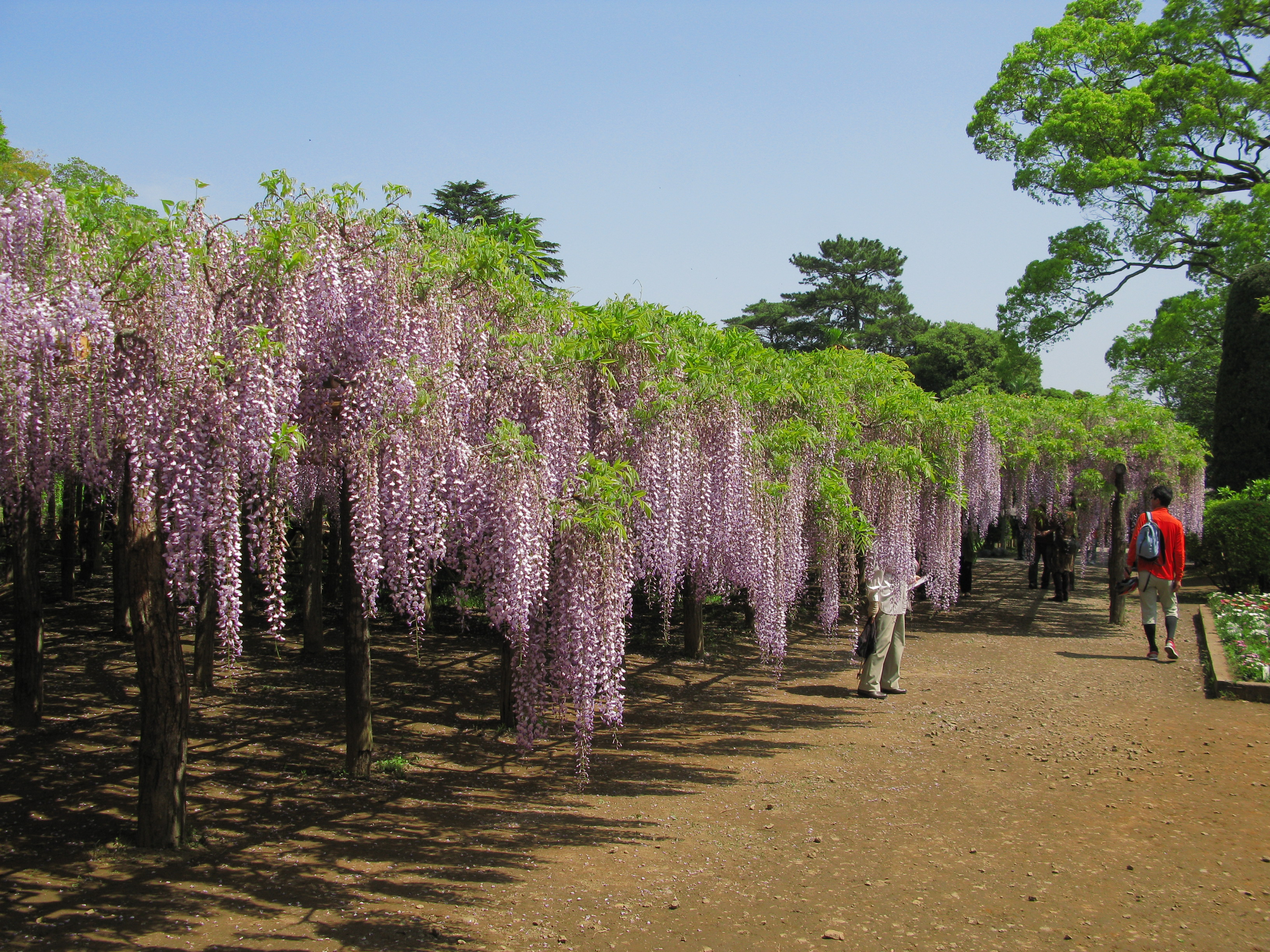
埼玉県春日部市・牛島のフジ

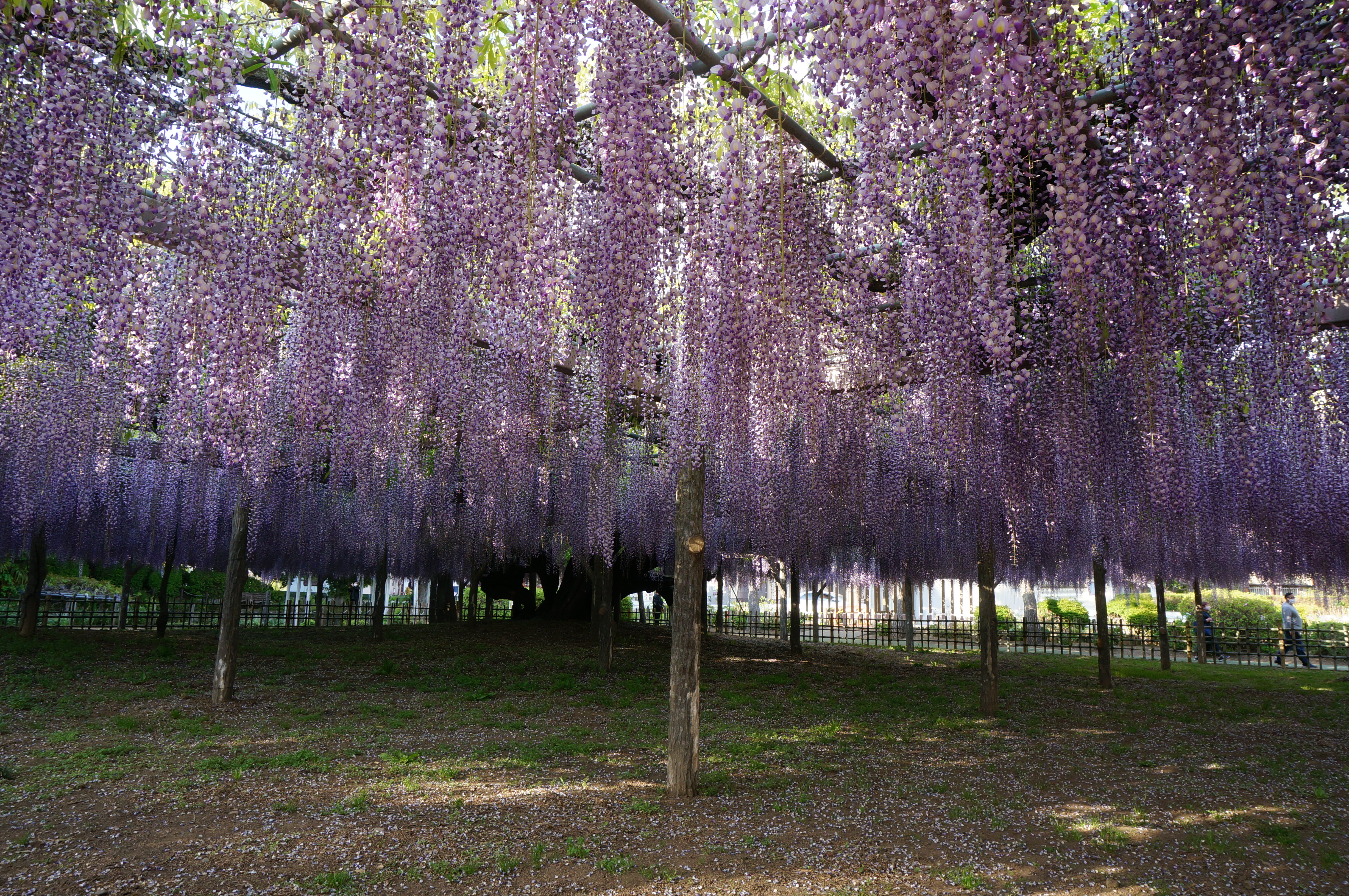
埼玉県加須市・玉敷神社（玉敷公園）の大藤

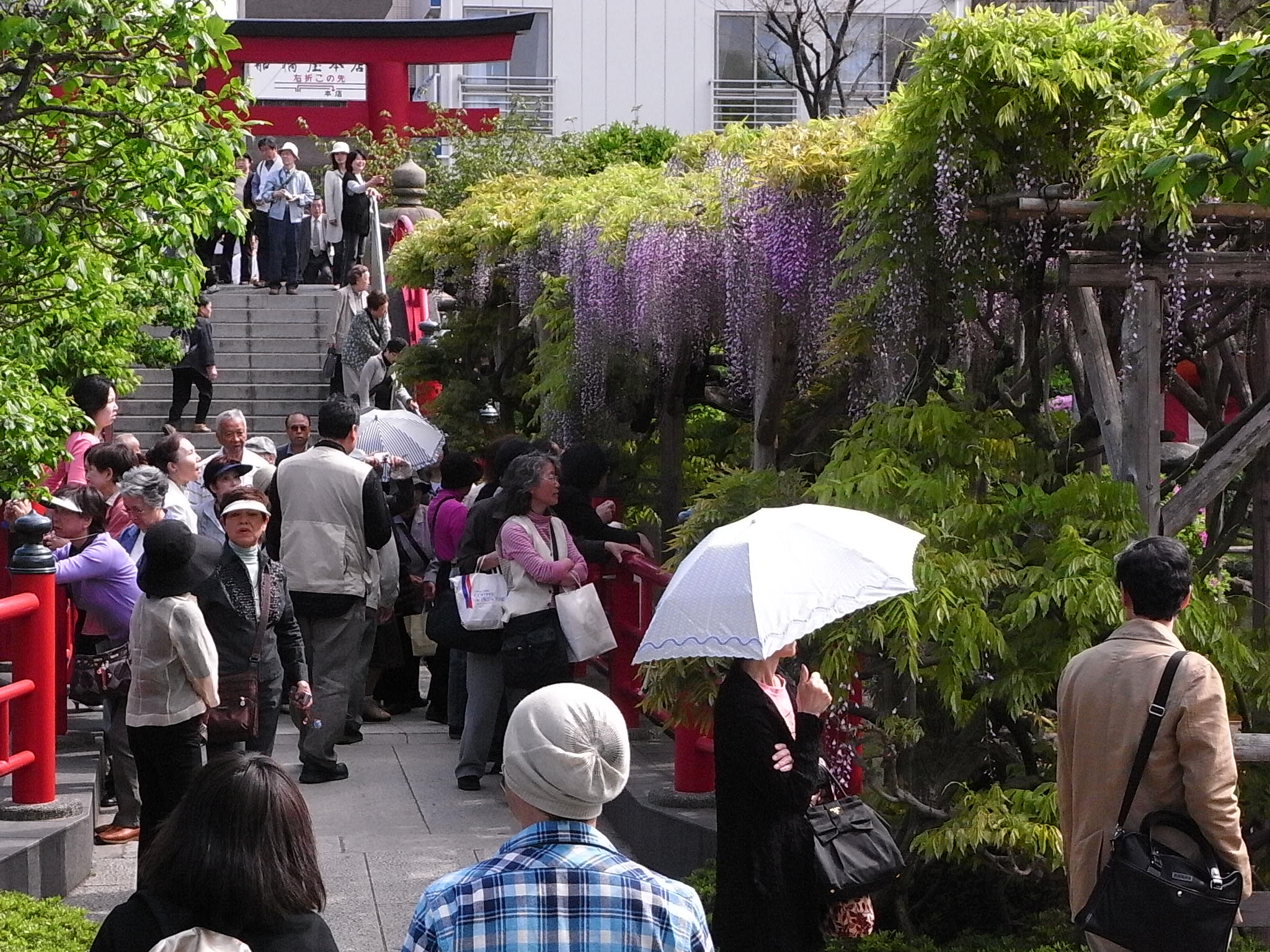
東京都江東区・亀戸天神社

栃木県足利市
栃木県足利市のあしかがフラワーパークで行われる。ゴールデンウィークにあわせて開催される。開催期間中は臨時列車として快速「あしかが大藤まつり号」が運行される。大藤（迫間のフジ）、大長藤、八重黒龍藤、白藤のトンネルは栃木県指定天然記念物で、大藤の棚は日本最大面積を誇る。
埼玉県春日部市
埼玉県春日部市の東武伊勢崎線（東武スカイツリーライン）「春日部駅西口」から約1.1キロメートルに渡って両側に藤棚が連なる「ふじ通り」で行われる。開催時期は毎年4月の最終日曜日。毎年市内外から15万人以上の観光客が訪れる。なお、東武野田線（東武アーバンパークライン）「藤の牛島駅」近くには、1928年（昭和3年）に天然記念物に指定された樹齢1200年の「牛島のフジ」もある。
埼玉県羽生市
埼玉県羽生市の大天白神社に隣接する大天白公園で行われる。正式には「大天白藤まつり」。開催時期は5月上旬。園内に60本以上の藤が植樹され、「子育ての藤」と呼ばれている。
埼玉県加須市
埼玉県加須市の玉敷公園で行われる。開催時期は4月下旬 - 5月上旬。旧・騎西町の花でもある推定樹齢400年以上の大藤があり、旧・騎西町最大の観光事業として実施される。
東京都江東区
東京都江東区亀戸の亀戸天神社で行われる。
千葉県銚子市
千葉県銚子市の妙福寺で行われる。開催時期は5月上旬。

## 中部地方

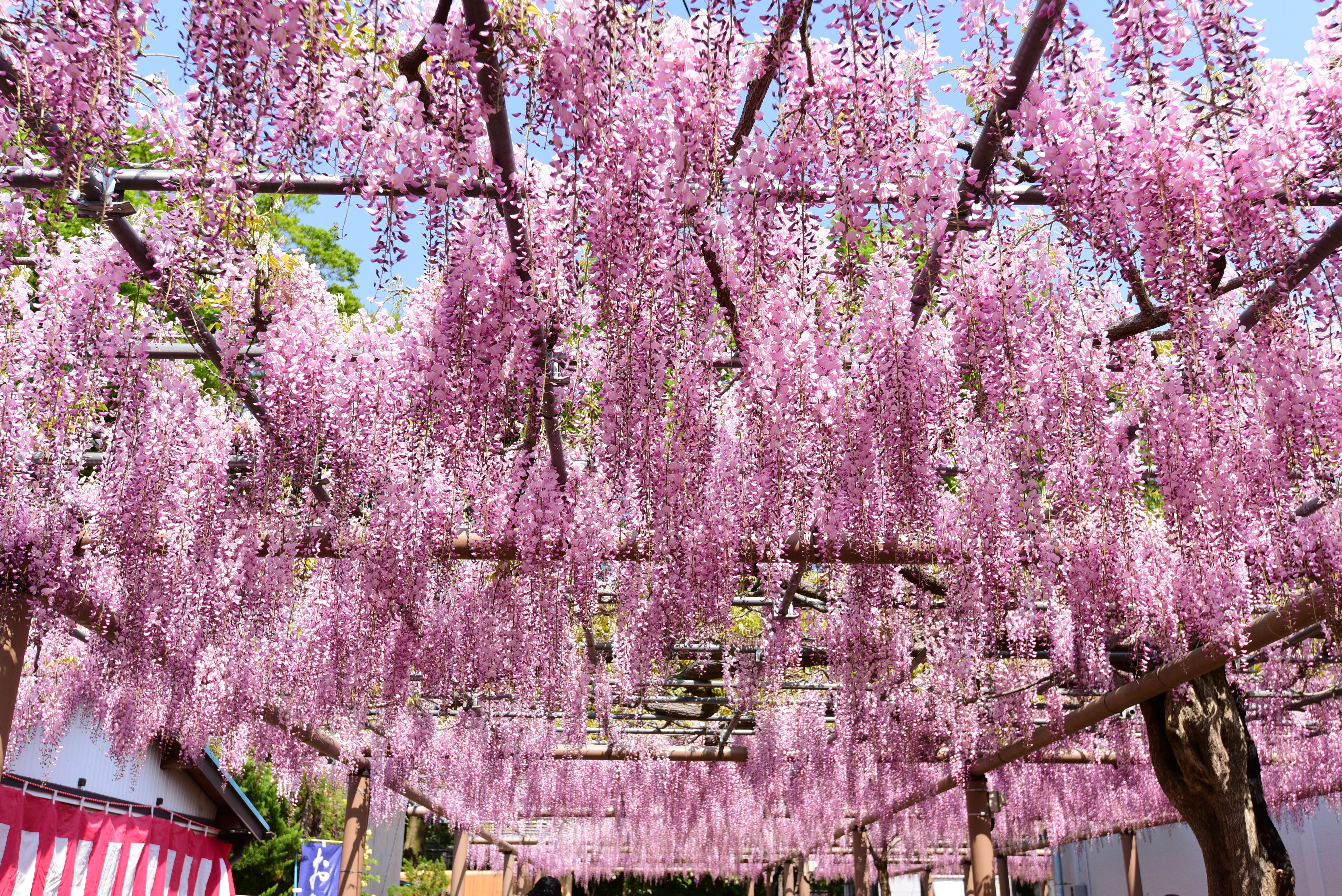
愛知県江南市・曼陀羅寺

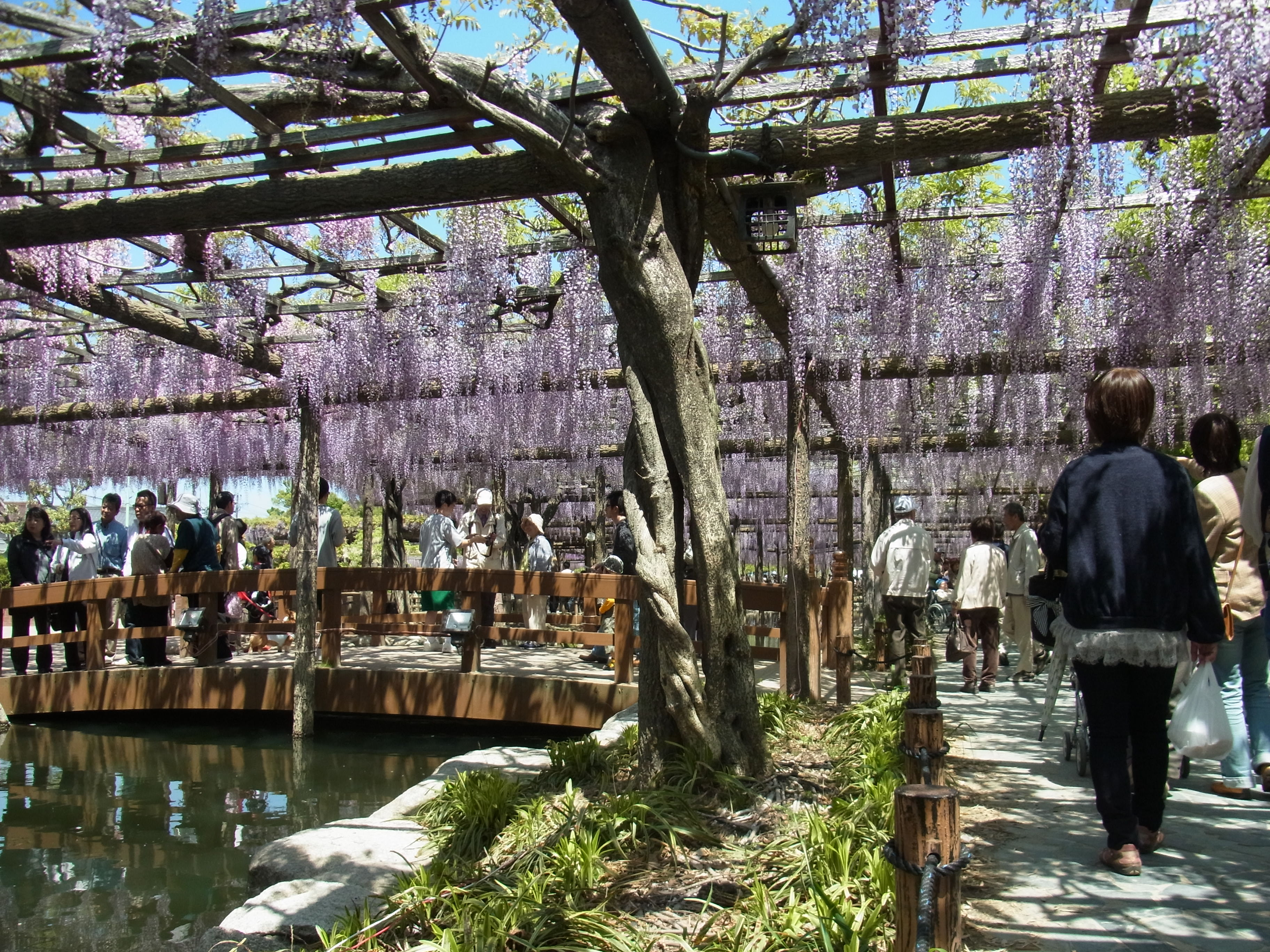
愛知県津島市・天王川公園

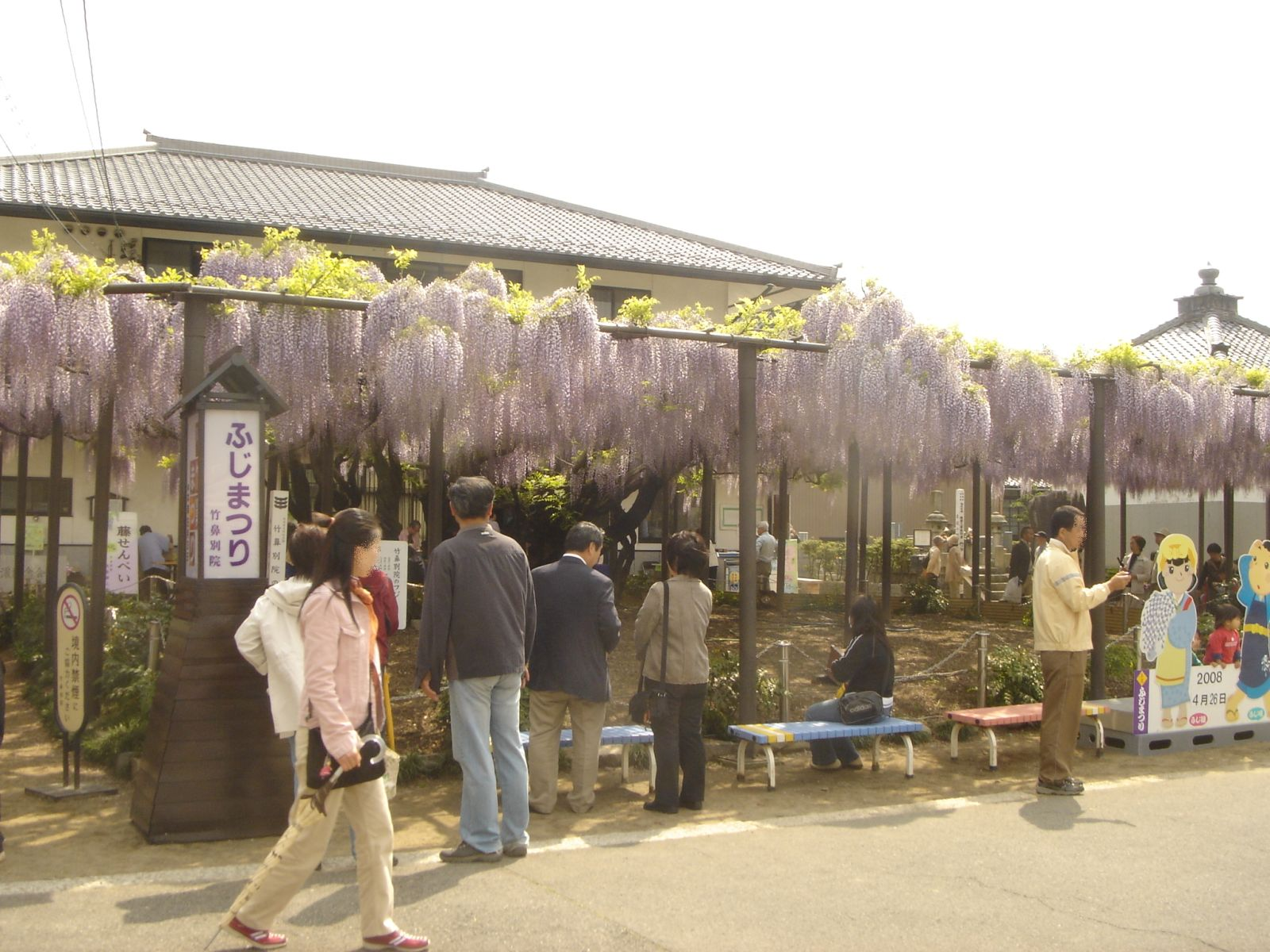
岐阜県羽島市・竹鼻別院

静岡県磐田市
静岡県磐田市（旧豊田町）池田の豊田熊野記念公園（熊野の長フジ）で行われる。正式には「熊野の長藤まつり」。開催時期は4月下旬 - 5月上旬。能の「熊野」に由来する。
愛知県岡崎市
愛知県岡崎市の岡崎公園南の乙川堤防と徳王稲荷社金刀比羅社（徳王神社）でそれぞれ行われる。岡崎公園は「五万石藤まつり」という名称で、夜間照明などが実施される。開催時期は4月下旬 - 5月上旬。
愛知県江南市
愛知県江南市の曼陀羅寺公園で行われる。正式には「江南藤まつり」。12種類60本で構成された最長75mの藤棚がある。開催時期は4月下旬 - 5月上旬。他市他県からも大勢の来場客が訪れる。
- 江南市ホームページ 藤まつり

愛知県津島市
愛知県津島市の天王川公園で行われる。正式には「尾張津島藤まつり」。開催時期は4月下旬 - 5月上旬。
愛知県弥富市
愛知県弥富市の森津の藤公園で行われる。正式には「森津の藤まつり」。
愛知県碧南市
愛知県碧南市の広藤園で行われる。正式には「広藤園藤まつり」。4月中旬 - 5月上旬。
岐阜県羽島市
岐阜県羽島市の竹鼻別院で行われている。正式には「みの竹鼻まつり・ふじまつり」。

## 近畿地方
京都府福知山市
京都府福知山市（旧大江町）の藤の名所「才ノ神の藤」で行われる。正式には「才ノ神の藤まつり」。5月の第一日曜日に開催される。
- 才ノ神の藤

## 中国、四国地方
岡山県和気郡和気町
岡山県和気郡和気町の藤公園で行われる。正式には「清麻呂の里 藤まつり」。開催時期は4月下旬 - 5月上旬。昭和60年に開園した藤公園の藤棚には、数百種類の藤が集められており、種類の多さでは日本一であると言われている。
岡山県倉敷市本町
岡山県倉敷市本町の阿智神社で行われる。開催は5月5日。阿智神社本殿北側にある「阿知の藤」は日本一の大きさと古さといわれ有名である。そのため倉敷市の市花に認定され、県の天然記念物にも指定されている。

## 九州、沖縄地方
福岡県北九州市八幡西区
福岡県北九州市八幡西区の吉祥寺で行われる。正式には「吉祥寺藤まつり」。開催時期は4月下旬。
- 吉祥寺藤まつり

福岡県筑紫野市
福岡県筑紫野市の武蔵寺で行われる。開催時期は4月下旬。
福岡県小郡市
福岡県小郡市の大中臣神社で行われる。正式には「将軍藤まつり」。開催時期は4月下旬 - 5月上旬。
福岡県柳川市
福岡県柳川市の中山熊野神社で行われる。開催時期は4月中旬 - 下旬。
福岡県八女市黒木町
福岡県八女市黒木町の素盞嗚神社で行われる。正式には「大藤祭り」。開催時期は4月下旬 - 5月上旬。境内には天然記念物にも指定されている黒木大藤が存在する。

#### 広報資料・プレスリリースなど一次資料
1. ↑  あしかがフラワーパーク ふじのはな物語
2. ↑  “ふじ通り”.   春日部市役所 (2018年4月6日). 2018年6月11日閲覧。
3. ↑  “第37回春日部藤まつり”.   埼玉県公式観光サイト ちょこたび埼玉 (2018年). 2018年6月11日閲覧。
4. ↑  大天白藤まつり - 羽生市（2016年3月14日）. 2016年5月13日閲覧。
5. ↑  さいたま商工だより (PDF) p. 4 - 埼玉県商工会連合会（2010年5月1日）. 2016年5月13日閲覧。
6. ↑  “騎西藤まつり”.   加須市 (2018年5月25日). 2018年6月10日閲覧。
7. ↑  騎西町役場ホームページ 藤の情報（2006年5月2日付けのアーカイブキャッシュ）
8. ↑  豊田町商工会 熊野の長藤まつり
9. ↑  津島市公式ホームページ 藤まつり
10. ↑  北九州市 吉祥寺藤まつり